# ウィリアム・K・クルーガー
ウィリアム・K・クルーガー（William Kent Krueger、1950年11月16日 - ）は、アメリカ合衆国の作家。代表作はミネソタ州を主な舞台としたコーク・オコナー元保安官が主人公のシリーズ。2005年と2006年にアンソニー賞長編賞を2年連続で受賞した。2013年に上梓した『ありふれた祈り』は、エドガー賞、アンソニー賞、マカヴィティ賞、バリー賞など多くのミステリの賞の長編部門を受賞した。

## 経歴
作家を志すようになったのは小学3年生の頃で、そのころに書いた"The Walking Dictionary" という物語を教師や両親に褒められたことがきっかけだった。樹木の伐採や水路掘り、建築現場での仕事を経てフリーのジャーナリストとなるまで、書くことをやめなかった。
スタンフォード大学に入ったが、1970年の春の学生蜂起で大学側と衝突し中退した。
その後、何年も短編を書き続け、40歳になってようやく処女作『凍りつく心臓』（原題：Iron Lake ）が完成した。同作はアンソニー賞新人賞とバリー賞新人賞、ミネソタ・ブック・アワード、ロフト・マクナイト・フィクション賞を受賞した。
現在は、妻ら家族とミネソタ州セントポールに暮らしている。

## 影響を受けた作品等
好きな作品にハーパー・リーの『アラバマ物語』（原題：To Kill A Mockingbird ）を挙げており、自身の作品もかなり影響を受けている。アーネスト・ヘミングウェイ、ジョン・スタインベック、F・スコット・フィッツジェラルド、ジェイムズ・T・ファレルなどを読んで育った。その中でも特にヘミングウェイに与えられた影響は大きく、ある雑誌のインタビューで「（ヘミングウェイは）文体がきれいで、言葉の選び方も完璧、リズムも正確でパワーがある。無駄なところが何もない。言葉や文体そのものに感動できる、意味は後からついてくる。」と語っている。
自分と同じジャンルの作家では、トニイ・ヒラーマン、ジェイムズ・リー・バークを最も影響を受けた作家として挙げている。

## 執筆のプロセス
朝5時30分に起き、近くのセント・クレア・ブロイラー (St Clair Broiler) でコーヒーを飲みながらノートに書いていく。
ブロイラーに通うようになったのは30代の頃で、当時勤めていたミネソタ大学に仕事に行く前の早朝に執筆活動をしなければならなかったからだが、その習慣は今でも続いており、今では専用のブースができている。
ブロイラーは常連であるクルーガーへのお礼に、スタッフが"A nice place to visit. A great place to die." と書かれたTシャツを着て新刊発売のイベントをしたこともある。

## コーク・オコナー・シリーズの舞台の重要性
クルーガーの作品では常に、生命の大切さやネイティブ・アメリカンの特別保留地について扱っている。主人公コーク・オコナーはアイルランドとオジブワの血を引いている。シリーズの舞台をミネソタ北部に決めた時、作中のタマラックのモデルにした地方の人口の大半が先住民の血を引いていることに気付いた。大学時代、文化人類学者になりたくて調査したオジブワの文化が作中に織り込まれている。
民俗学者ウィリアム・ホイップル・ウォーレンやフランシス・デンズモアの著書を読んだ後、ジェラルド・ヴィゼナーやバジル・ジョンソン、ルイーズ・アードリック、ジム・ノースラップなど、ネイティブ・アメリカンの血を引く人々の小説などを読み、実際にオジブワ族と会って、彼らの文化に魅了された。
作中の舞台の描写は登場人物の感情を反映している。「（舞台となるその）場所」が登場人物の内なる行動や感情をそうさせるのだとクルーガーは信じており、それを「すべてのシーンのドラマを高める潜在性を持つダイナミックなもの」と述べている。

## 著書

### コーク・オコナー・シリーズ
| #  | 邦題           | 原題                | 刊行年 | 刊行年月   | 訳者       | 出版社     |
| -- | -------------- | ------------------- | ------ | ---------- | ---------- | ---------- |
| 1  | 凍りつく心臓   | Iron Lake           | 1998年 | 2001年9月  | 野口百合子 | 講談社文庫 |
| 2  | 狼の震える夜   | Boundary Waters     | 1999年 | 2003年1月  | 野口百合子 | 講談社文庫 |
| 3  | 煉獄の丘       | Purgatory Ridge     | 2001年 | 2007年1月  | 野口百合子 | 講談社文庫 |
| 4  | 二度死んだ少女 | Blood Hollow        | 2004年 | 2009年2月  | 野口百合子 | 講談社文庫 |
| 5  | 闇の記憶       | Mercy Falls         | 2005年 | 2011年6月  | 野口百合子 | 講談社文庫 |
| 6  | 希望の記憶     | Copper River        | 2006年 | 2011年11月 | 野口百合子 | 講談社文庫 |
| 7  | 血の咆哮       | Thunder Bay         | 2007年 | 2014年4月  | 野口百合子 | 講談社文庫 |
| 8  |                | Red Knife           | 2008年 |            |            |            |
| 9  |                | Heaven's Keep       | 2009年 |            |            |            |
| 10 |                | Vermilion Drift     | 2010年 |            |            |            |
| 11 |                | Northwest Angle     | 2011年 |            |            |            |
| 12 |                | Trickster's Point   | 2012年 |            |            |            |
| 13 |                | Tamarack County     | 2013年 |            |            |            |
| 14 |                | Windigo Island      | 2014年 |            |            |            |
| 15 |                | Manitou Canyon      | 2016年 |            |            |            |
| 16 |                | Sulpher Springs     | 2017年 |            |            |            |
| 17 |                | Desolation Mountain | 2018年 |            |            |            |
| 18 |                | Lightning Strike    | 2021年 |            |            |            |

### ノンシリーズ
| # | 邦題             | 原題             | 刊行年 | 刊行年月   | 訳者       | 出版社                                  |
| - | ---------------- | ---------------- | ------ | ---------- | ---------- | --------------------------------------- |
| 1 | 月下の狙撃者     | The Devil's Bed  | 2003年 | 2005年7月  | 野口百合子 | 文春文庫                                |
| 2 | ありふれた祈り   | Ordinary Grace   | 2013年 | 2014年12月 | 宇佐川晶子 | 早川書房 （のちハヤカワ・ミステリ文庫） |
| 3 | このやさしき大地 | This Tender Land | 2019年 | 2022年10月 | 宇佐川晶子 | 早川書房                                |

## 受賞・ノミネート歴
- 1988年：ブッシュ・アーティスト・フェローシップ受賞
- 1998年：『凍りつく心臓』でロフト・マクナイト・フィクション賞受賞
- 1999年：『凍りつく心臓』でミネソタ・ブック・アワード受賞、アンソニー賞新人賞受賞、バリー賞新人賞受賞、ディリス賞ノミネート
- 1999年：Friends of American Writers Prize 受賞
- 2000年：『狼の震える夜』でディリス賞ノミネート
- 2002年：『煉獄の丘』でミネソタ・ブック・アワード受賞、ディリス賞ノミネート、バリー賞長編賞ノミネート
- 2003年：リーダーズ・チョイス・アワード受賞
- 2005年：『二度死んだ少女』でアンソニー賞長編賞受賞
- 2006年：『闇の記憶』でアンソニー賞長編賞受賞、バリー賞長編賞ノミネート
- 2007年：『希望の記憶』でミネソタ・ブック・アワード受賞
- 2007年：『血の咆哮』でミネソタ北東部ブック・アワード受賞
- 2008年：『血の咆哮』でディリス賞受賞、ミネソタ・ブック・アワード受賞、アンソニー賞長編賞ノミネート
- 2009年："Red Knife" でバリー賞長編賞ノミネート、アンソニー賞長編賞ノミネート
- 2014年：『ありふれた祈り』 でエドガー賞 長編賞受賞、アンソニー賞 長編賞受賞、マカヴィティ賞 長編賞受賞、バリー賞 長編賞受賞